# Карпинский, Валентин Игнатьевич
Валентин Игнатьевич Карпинский — советский инженер-мостостроитель, лауреат Ленинской премии (1962).

## Биография
Родился 10 декабря 1917 года, ст. Красное, п. Железнодорожный (в советское время — Витебская область, Красненский район). Член КПСС с 1944 года.
В военный период — главный инженер мостопоезда № 21, 26 ждбр ЗапФ, инженер-капитен. 
После войны работал в НИИ твёрдых сплавов: старший научный сотрудник, руководитель лаборатории.
Кандидат технических наук (1960). Диссертация:
- Исследование прочности бетона в предварительно напряженной спиральной обойме : диссертация … кандидата технических наук : 05.00.00. — Москва, 1960. — 301 с. : ил.

## Награды
Лауреат Ленинской премии (1962, в составе коллектива) — за разработку и внедрение в строительство бескессонных фундаментов глубокого заложения из сборного железобетона.
Награждён орденами Красной Звезды (17.06.1943), «Знак Почёта» (13.09.1943), Отечественной войны II степени (06.04.1985), медалями «За оборону Москвы», «За освобождение Варшавы», «За победу над Германией в Великой Отечественной войне 1941–1945 гг.», «За трудовую доблесть» (29.07.1945).